# Ptolémée de Commagène
Pour les articles homonymes, voir Ptolémée (homonymie).
Sauf précision contraire, les dates de cet article sont sous-entendues « avant l'ère commune » (AEC), c'est-à-dire « avant Jésus-Christ ».
Ptolémée de Commagène (en grec ancien Πτολεμαῖος, Ptolemaĩos ; naissance incertaine, mort vers 130) est un gouverneur puis roi de Commagène en 163.

## Origine
Cyrille Toumanoff émet l'hypothèse que Ptolémée soit le fils de Xerxès d'Arménie.

## Règne
L'affaiblissement du pouvoir séleucide à la fin du règne d'Antiochos IV puis pendant le bref règne de son jeune fils Antiochos V incite le gouverneur de Commagène nommé Ptolémée à se rendre indépendant du gouvernement d'Antioche. Il prend le titre royal en revendiquant une origine orontide comme petit-fils du roi Arsamès d'Arménie qui avait contrôlé la région.
Après la mort de Ptolémée vers 130, sa succession est assumée par son fils Samès (II) Théosèbes Dikhaios, qui porte le même nom iranien que le père d'Arsamès.